# Кинофестиваль, или Портвейн Эйзенштейна
«Кинофестиваль, или Портвейн Эйзенштейна» — российский музыкальный художественный фильм, снятый в 2006 году по книге Сергея Кононова «Кинофестиваль. Служба переводчиков», написанной им на основе собственных впечатлений от работы переводчиком на одном из ММКФ 1980-х годов.
Премьера фильма состоялась в рамках XXVIII Московского Международного кинофестиваля.
В 2006 году фильм участвовал в «Нью-Йоркском Международном фестивале независимых кино- и видеофильмов».
Фильм представляет собой музыкальный фарс, в котором музыкальные номера: песни и танцы перемежаются с пародиями на классику советского кино. Действие происходит на фоне нарочито аляповатых декораций.

## Сюжет
Фильм повествует про события на Московском международным кинофестивале в конце 80-х годов. В столицу съезжаются зарубежные гости, среди которых находится звезда Голливуда Ричард Дирк. Спецслужбы пытаются дискредитировать актёра и посылают к нему своего агента в качестве переводчика.

## В ролях
| Актёр                 | Роль                       |
| --------------------- | -------------------------- |
| Олег Штефанко         | Гусев-Блок                 |
| Анна Азарова          | Марина Алмазова            |
| Игорь Верник          | Ричард Дирк                |
| Алика Смехова         | Марго Альтшуллер           |
| Даниил Спиваковский   | капитан КГБ Сергей Ивашов  |
| Анатолий Белый        | Пашка Жук                  |
| Юрий Колокольников    | Николай Васильев           |
| Виктор Проскурин      | генерал КГБ / его дед      |
| Александр Лазарев мл. | Чалинский, полковник КГБ   |
| Нина Русланова        | председатель Госкино       |
| Роман Радов           | Игорь Лопухин              |
| Григорий Данцигер     | Костя Денисов              |
| Григорий Сиятвинда    | Абу Шахид                  |
| Анна Невская          | Анна Королёва, переводчица |
| Игорь Кириллов        | камео                      |
| Сергей Глушко         | певец                      |

## Съёмочная группа
- Автор сценария: Мария Хмелик
- Режиссёр: Василий Пичул
- Композитор: Алексей Шелыгин